# Gnathovorax
Gnathovorax cabreirai
Genre
Espèce
Gnathovorax est un genre fossile de dinosaures saurischiens de la famille des Herrerasauridae, découvert dans la formation Santa Maria (Carnien, 233 Ma) dans le Rio Grande do Sul, au Brésil. Le genre n'est représenté que par l'espèce type, Gnathovorax cabreirai, décrite par Cristian Pacheco (d) et ses collègues en 2019.

## Présentation
Le spécimen type comprend un squelette articulé presque complet et bien conservé. Ces restes, considérés comme l'un des meilleurs squelettes d'herrerasauridés jamais découverts, ont été fossilisés en association avec d'autres ossements de rhynchosaures et de cynodontes. La découverte de ce spécimen a mis en lumière des aspects mal compris de l'anatomie des herrerasauridés tels que les tissus mous endocrâniens,.

## Systématique
Le nom valide complet (avec auteur) de ce taxon est Gnathovorax Pacheco (d), Müller (d), Langer (d), Pretto (d), Kerber (d) & Dias-da-Silva (d), 2019.